# Frank Eugene Hook

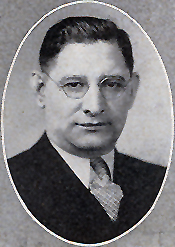
Frank Eugene Hook

Frank Eugene Hook (* 26. Mai 1893 in L’Anse, Baraga County, Michigan; † 21. Juni 1982 in Edina, Minnesota) war ein US-amerikanischer Politiker. Zwischen 1935 und 1947 vertrat er zwei Mal den Bundesstaat Michigan im US-Repräsentantenhaus.

## Werdegang
Frank Hook besuchte bis 1912 die L’Anse High School und studierte danach an der juristischen Fakultät der University of Detroit. Anschließend setzte er bis 1918 sein Jurastudium an der Valparaiso University in Indiana fort. Zwischen Juli 1918 und Februar 1919 diente er in der Endphase des Ersten Weltkrieges in einer Infanterieeinheit der US Army. Zwischen 1919 und 1924 beteiligte sich Hook sowohl am Holzgeschäft als auch am Eisenbergbau. Gleichzeitig war er in Wakefield juristischer Sachbearbeiter (Law Clerk). Von 1921 bis 1923 gehörte Hook auch dem Kreisrat im Gogebic County an. Nach seiner offiziellen Zulassung als Rechtsanwalt begann er ab 1924 in Wakefield in seinem neuen Beruf zu praktizieren. Im Jahr 1936 wurde er auch am Obersten Bundesgericht als Anwalt zugelassen und konnte damit auch dort Fälle vertreten. In den Jahren 1924 und 1925 war Hook auch als städtischer Richter in Wakefield tätig. 1925 verlegte er seinen Wohnsitz und seine Kanzlei nach Ironwood. Von 1930 bis 1933 leitete er dort den Radiosender WJMS.
Politisch war Hook Mitglied der Demokratischen Partei. Zwischen 1936 und 1948 war er Delegierter zu allen Democratic National Conventions, auf denen Franklin D. Roosevelt sowie später Harry S. Truman als Präsidentschaftskandidaten nominiert wurden. Bei den Kongresswahlen des Jahres 1934 wurde Hook im zwölften Wahlbezirk von Michigan in das US-Repräsentantenhaus in Washington, D.C. gewählt, wo er am 3. Januar 1935 die Nachfolge des Republikaners W. Frank James antrat. Nach drei Wiederwahlen konnte er bis zum 3. Januar 1943 zunächst vier Legislaturperioden im Kongress absolvieren. Dort wurden bis 1941 weitere New-Deal-Gesetze der Bundesregierung verabschiedet. Danach wurde auch die Arbeit des Kongresses von den Ereignissen des Zweiten Weltkrieges geprägt.
Bei den Wahlen des Jahres 1942 unterlag Frank Hook dem Republikaner John B. Bennett, den er in den Jahren 1938 und 1940 noch geschlagen hatte. In den Jahren 1943 und 1944 war Hook Mitglied des vom Präsidenten eingesetzten Fair Employment Practices Committee. 1944 konnte er sein Mandat von Bennett zurückgewinnen und zwischen dem 3. Januar 1945 und dem 3. Januar 1947 eine weitere Amtszeit im Kongress verbringen. In dieser Zeit endete der Zweite Weltkrieg. Im Jahr 1946 verlor er bei den Kongresswahlen erneut gegen Bennett, der damit zum zweiten Mal zu seinem Nachfolger gewählt wurde. Hook war ein Unterstützer des New Deal, wobei er sich besonders für die Sozialversicherungsgesetze und Mindestlöhne einsetzte.
Im Jahr 1948 kandidierte Frank Hook erfolglos für den US-Senat. Zwischen 1954 und 1966 unternahm er mehrere vergebliche Versuche, wieder in den Kongress gewählt zu werden, die teilweise schon in der Primary scheiterten. In den Jahren 1949 und 1950 war Hook Mitglied der Motor Carrier Claims Commission. Seit 1953 arbeitete er in Detroit als Rechtsanwalt. Später verlegte er die Kanzlei nach Ironwood. Seit 1962 praktizierte er auch im Bundesstaat Wisconsin. Frank Hook verbrachte seinen Lebensabend in Edina, wo er am 21. Juni 1982 verstarb.